# مرکز وکلا، کارشناسان رسمی و مشاوران خانواده قوه قضائیه
مرکز وکلا، کارشناسان رسمی و مشاوران خانوادهٔ قوهٔ قضائیه نهادی وابسته به قوه قضائیه و موازی با کانون وکلای دادگستری می‌باشد که از سال ۱۳۸۱ پیرو تصویب مادهٔ ۱۸۷ قانون برنامهٔ سوم توسعه (۱۳۷۹) تأسیس گردید. با تصویب مادهٔ مذکور، این اختیار به قوهٔ قضائیه داده شد که نسبت به تأیید صلاحیت دانش‌آموختگان رشتهٔ حقوق و همچنین رشتهٔ فقه و حقوق اسلامی جهت صدور مجوز وکالت و تأسیس مؤسسات مشاورهٔ حقوقی و نیز استخدام و نظارت بر کارشناسان رسمی دادگستری اقدام کند.

## تاریخچه
پس از تصویب مادهٔ ۱۸۷ «قانون برنامهٔ سوم توسعهٔ اقتصادی، اجتماعی و فرهنگی جمهوری اسلامی ایران» در فروردین ۱۳۷۹، آیین‌نامهٔ اجرایی ماده ۱۸۷ نیز در اسفند ۱۳۷۹ به تصویب محمود هاشمی شاهرودی رئیس قوهٔ قضائیهٔ وقت رسید و با برپایی هیئت اجرایی ماده ۱۸۷، نخستین آزمون وکالت این نهاد در پاییز ۱۳۸۰ برگزار گردید.
مرکز در سال ۱۳۸۱ با نام «مرکز امور مشاوران حقوقی، وکلا و کارشناسان قوهٔ قضائیه» تأسیس شد اما به واسطهٔ بازنگری آیین‌نامهٔ اجرایی ماده ۱۸۷ در بهمن ۱۳۹۷ به «مرکز وکلا، کارشناسان رسمی و مشاوران خانوادهٔ قوهٔ قضائیه» تغییر عنوان داد و از آن زمان تاکنون به همین نام شناخته می‌شود.

## طرح ها

### طرح وکالت در مساجد
در جریان گفت و گویی با خبرنگاران در دی ماه ۱۴۰۲، حسن عبدلیان پور، رئیس وقت مرکز وکلا، کارشناسان رسمی و مشاوران خانواده قوه قضائیه اعلام کرد که طی دو سال گذشته، طرحی با عنوان "وکلا در مساجد"  به منظور ارائه خدمات حقوقی به مردم را آغاز کرده‌اند. به گفته عبدلیان پور، در این طرح، کارشناسان وکلا به صورت روزانه در مساجد حضور یافته و به مردم در مسائل حقوقی مشاوره و کمک می‌کنند.

### طرح وکالت تخصصی
طرح وکالت تخصصی یک برنامه‌ی آموزشی و صدور گواهی در حوزه وکالت در ایران است که توسط مرکز وکلا قوه قضائیه اجرا می‌شود. این برنامه به منظور افزایش تخصص و کیفیت خدمات حقوقی در کشور طراحی شده است. صدور گواهی وکالت تخصصی از سوی مرکز وکلا قوه قضائیه به دو شیوه انجام می‌شود. در شیوه اول، وکلا و کارآموزان پس از ثبت نام در دوره‌های آموزشی مربوط، در محدوده‌ی زمانی مشخص شده آموزش می‌بینند و پس از اتمام دوره و قبولی در آزمون‌های مربوط، گواهی صادر می‌شود. در شیوه دوم، افرادی که دارای سوابق تخصصی مرتبط هستند، می‌توانند بدون طی دوره آموزشی، در آزمون شرکت کنند. ادعای تخصص در حوزه مربوط برای افراد تخلف محسوب نمی‌شود.

### به کارگیری هوش مصنوعی در فرآیندهای وکالت و کارشناسی رسمی
در سال‌های اخیر، مرکز وکلا، کارشناسان رسمی و مشاوران خانواده قوه قضائیه بر استفاده از فناوری‌های نوین به‌ویژه هوش مصنوعی در حوزه وکالت و خدمات حقوقی تأکید کرده است. بر اساس گزارش‌های ارائه‌شده در نشست‌ها و همایش‌های این مرکز، هوش مصنوعی می‌تواند باعث تسهیل روند دادرسی، ارائه مشاوره حقوقی دقیق‌تر و یکپارچه‌سازی فرایندهای معاضدتی و کارشناسی شود. از همین رو، برنامه‌های متعددی جهت آموزش تخصصی هوش مصنوعی به وکلا و کارشناسان رسمی در سطح کشور در حال اجراست تا آنان بتوانند از قابلیت‌های این فناوری در فرایند وکالت و ارائه خدمات حقوقی بهره‌مند شوند.
در این راستا، مرکز وکلا به انتشار کتاب‌ها و منابع آموزشی در حوزه هوش مصنوعی پرداخته و تاکنون ۱۷ کتاب تخصصی مرتبط با ابعاد حقوقی، فنی و اخلاقی هوش مصنوعی در اختیار وکلا و کارشناسان قرار داده است. به گفته رئیس مرکز، این نهاد تلاش دارد الگوریتم‌سازی متون و مباحث تخصصی را در دستور کار قرار داده و با هدف ارتقای سطح آگاهی جامعه حقوقی، ۱۴ جلد کتاب دیگر نیز به‌زودی منتشر خواهد شد. علاوه بر این، برگزاری دوره‌های آموزشی فشرده و مستمر در استان‌های مختلف، امکان فراگیری مهارت‌های هوش مصنوعی را برای بیش از هزاران نفر از وکلا فراهم آورده است.
از دیگر اقدامات، بهره‌گیری از هوش مصنوعی در سامانه‌های ارجاع و کارشناسی رسمی است که به گفته مسئولان مرکز، می‌تواند موجب بهبود سرعت و دقت در ارزیابی پرونده‌ها شود. همچنین این مرکز در تدارک رونمایی از «سند هوش مصنوعی» در عرصه وکالت است که قرار است چارچوب‌ها و دستورالعمل‌های جامع برای استفاده مطلوب و مسئولانه از این فناوری در فرایندهای حقوقی را ارائه دهد. افزون بر آن، بحث ورود هوش مصنوعی به حوزۀ مشاوره خانواده نیز مطرح شده تا با ارائه تحلیل‌های دقیق‌تر، به حل سریع‌تر اختلافات و پیشگیری از ناهنجاری‌های خانوادگی کمک شود.
با وجود این پیشرفت‌ها، مرکز وکلا به چالش‌های حقوقی و اخلاقی هوش مصنوعی نیز توجه داشته و بر ضرورت آسیب‌شناسی و بررسی ابعاد مختلف آن تأکید می‌کند. از جمله این چالش‌ها می‌توان به حریم خصوصی، مسئولیت مدنی در قبال اشتباهات الگوریتم‌ها، تعیین مرزهای پاسخگویی در تصمیم‌گیری هوشمند و ضرورت شفافیت در فرایندهای حقوقی اشاره کرد. در نتیجه، ضمن استقبال از هوش مصنوعی به عنوان ابزاری مؤثر در ارتقای خدمات حقوقی، تلاش برای تدوین چارچوب‌های قانونی و اخلاقی مناسب نیز به‌صورت جدی پیگیری می‌شود.

## فهرست رؤسا
| ردیف | نام و و نام خانوادگی | تاریخ شروع | تاریخ پایان |
| ---- | -------------------- | ---------- | ----------- |
| ۱    | محمد علی حجازی       | ۱۳۸۱       | ۱۳۸۸        |
| ۲    | عبدالرضا مومنی       | ۱۳۸۸       | ۱۳۹۸        |
| ۳    | علی بهادری جهرمی     | ۱۳۹۸       | ۱۴۰۰        |
| ۴    | حسن عبدلیان‌پور       | ۱۴۰۰       | تاکنون      |